# 君嶋愛梨沙
君嶋 愛梨沙（きみしま ありさ、1995年12月23日 - ）は、日本の陸上競技選手、ボブスレー選手。山口県岩国市出身。専門は短距離走。土木管理総合試験所所属。

## 経歴・人物
アメリカ合衆国にてアメリカ人の父と日本人の母から生まれる。

### 陸上競技
岩国市立麻里布中学校で陸上競技を始める。
2009年、全日本中学校陸上競技選手権大会にて200m走で24秒36の中学記録を樹立。
埼玉栄高校進学後、2013年の日本選手権4×100mリレーに初見笑里、阿部彩花、土井杏南とともに3位。
日本体育大学進学後の2017年、関東インカレで100m走と4×100mリレーの2冠を達成。日本大学選手権では、100m走と4×100mリレーで3位となった。
2022年6月10日、日本選手権女子100m走で11秒36を記録し初優勝。2023年の日本選手権は100mを連覇し、200mも日本歴代3位タイの23秒17の自己ベストで制し二冠。
2024年6月28日、日本選手権女子100メートル決勝を11秒46で優勝し3連覇を達成した。しかし日本記録11秒21を上回るハイレベルなパリ五輪参加標準記録11秒07は突破できなかった。

### ボブスレー
2016年2月、欧州カップでボブスレーデビュー。
2017年のFIBT世界選手権にて女子2人乗りで7位入賞。